# 9159 McDonnell
A 9159 McDonnell (ideiglenes jelöléssel 1984 UD3) a Naprendszer kisbolygóövében található aszteroida. Edward L. G. Bowell fedezte fel 1984. október 26-án.